# Jacqueline Mars
Jacqueline Mars (10 ottobre 1939) è un'imprenditrice statunitense, ereditiera, investitrice e proprietaria di un terzo del gruppo americano Mars.
Al 17 novembre 2021, secondo Bloomberg, è la 21ª persona più ricca al mondo con un patrimonio stimato in 54,1 miliardi di dollari e, secondo Forbes, la 28ª con un patrimonio di 37,7 miliardi di dollari.

## Biografia
Nata nell'ottobre 1939, è la figlia di Audrey Ruth (Meyer) e Forrest Mars Sr., nipote di Frank C. Mars, fondatore della società americana di caramelle Mars Incorporated. 
Ha frequentato e si è diplomata alla Miss Hall's School di Pittsfield, Massachusetts. Si laureò al Bryn Mawr College nel 1961 in antropologia. 
È un'ereditiera proprietaria di un terzo di Mars, Inc. Come membro della famiglia Mars, le azioni di Mars e altri asset sono state stimate dalla rivista Forbes nel gennaio 2019 per un valore di $ 23,5 miliardi, rendendola la 18a americana più ricca, e #34 nella sua lista di "The World's Billionaires". Nel 1982 è entrata a far parte dell'azienda come presidente del Food Product Group,  lo è stata fino al suo ritiro nel 2001.

## Vita privata
Mars sposò David H. Badger nel 1961. Ebbero tre figli: Alexandra Badger nata nel 1966/1967, Stephen M. Badger nato nel 1969 e Christa M Badger nata nel 1975. Divorziò da Badger nel 1984. Successivamente sposò Harold 'Hank' Vogel nel 1986, con il quale risiedeva a Bedminster, nel New Jersey; hanno divorziato nel 1994. 
È una fiduciaria del team equestre degli Stati Uniti e possiede una fattoria biologica funzionante, protetta dal Land Trust of Virginia. Fa parte del consiglio di amministrazione della Washington National Opera, della National Sporting Library e del Fine Arts Museum.  Mars siede anche nel National Advisory Council of the Journey through Hallowed Ground, una fondazione che promuove il patrimonio americano nella regione che si estende da Gettysburg, in Pennsylvania, al Monticello di Thomas Jefferson. Mars è donatrice per la League of Conservation Voters.

### Incidente automobilistico del 2013
Il 4 ottobre 2013, Mars è stata coinvolta in un incidente stradale sulla U.S. Route 50 ad Aldie, vicino alla sua casa a The Plains, nel nord della Virginia. Il suo veicolo ha attraversato la linea centrale autostradale e ha colpito un minivan Chrysler che trasportava sei passeggeri. Una persona è morta sul posto, mentre un'altra, incinta, è rimasta ferita e successivamente ha abortito. Mars fu accusata di guida spericolata e disse a un testimone dopo l'incidente che si era addormentata al volante. Successivamente si dichiarò colpevole dell'accusa di guida spericolata, con test che non rivelarono tracce di droghe, alcol o farmaci nel suo corpo. Per quanto condannata ad un anno di reclusione, non ha fatto un giorno di prigione. Ha pagato una multa i 2.500 dollari.